# Chola I

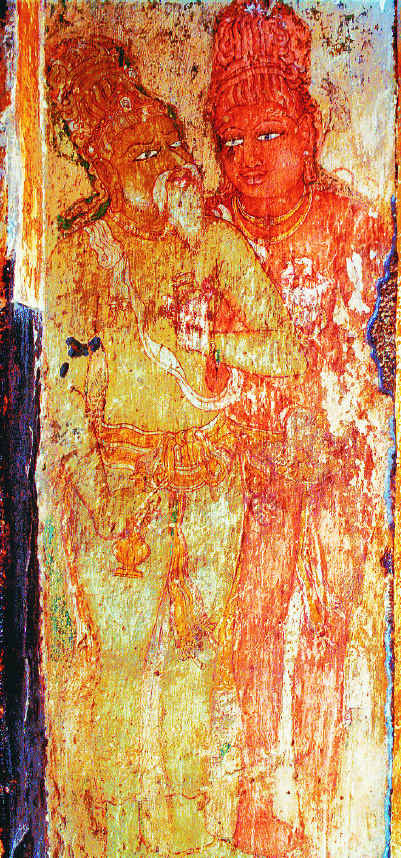
Chola I

Chola I, kung (raja) i det sydindiska Cholariket 985-1014, och ansedd som den störste av härskaren i detta rike, som behärskade inte bara södra Indien och Ceylon, utan även delar av nuv. Malaysia och Indonesien.
Chola I anses ha frammanat en hinduisk religiös och kulturell renässans i sitt rike, och är känd för att ha uppfört en rad kända byggnadsverk, som exempelvis "Stora Templet" i Thanjavur.